# Enrique Sentana Iváñez
Enrique Sentana Iváñez (Alacant, 8 de maig de 1962) és un economista alacantí, professor del CEMFI i Premi Rei Jaume I d'Economia en 2014.
El 1985 es va llicenciar en ciències econòmiques a la Universitat d'Alacant amb premi extraordinari, i el 1987 va obtenir un màster en econometria i economia matemàtica i el 1991 un doctorat en economia a la London School of Economics. De 1990 a 1992 fou lector en economia a la London School of Economics. El 1992 fou professor associat d'economia al Centre d'Estudis Monetaris i Financers vinculat al Banc d'Espanya, i des de 1998 n'és professor titular. Des de 1998 també és investigador en economia financera del CEPR.
En 2006 i 2007 ha estat president de l'Associació Espanyola d'Economia i de l'Associació Espanyola de Finances, i des de 2012 és membre de l'Econometric Society. En 2014 va rebre el Premi Rei Jaume I d'Economia per les seves contribucions en l'economia financera, desenvolupant mètodes per manejar volatilitats i correlacions que varien amb el pas del temps.

## Obres
- Efectos sobre los precios derivados de la implantación del IVA en el marco de una unión aduanera de España con la CEE Alicante : Caja de Ahorros de Alicante y Murcia, Obras Sociales, 1986. ISBN 84-7599-024-X
- Los mercados de valores ante la intregración financiera internacional a Nueva moneda, nueva economía, nuevo mercado coord. per Paloma Taltavull de la Paz, Juan Carlos Jiménez, 2001, ISBN 84-470-1714-1, pàgs. 73-84